# St.-Andreas-Bobola-Kirche (Biała Piska)
Die St.-Andreas-Bobola-Kirche in Biała Piska (deutsch Bialla, 1938–1945 Gehlenburg) ist ein Bauwerk aus der Mitte des 18. Jahrhunderts. Bis 1945 war sie zentrales evangelisches Gotteshaus des Kirchspiels Bialla (Gehlenburg) in Ostpreußen und ist heute Pfarrkirche der römisch-katholischen Pfarrei Biała Piska in der polnischen Woiwodschaft Ermland-Masuren.

## Geographische Lage
Die kleine Stadt Biała Piska liegt im Südosten der Woiwodschaft Ermland-Masuren an der Landesstraße 58 und der Woiwodschaftsstraße 667. Durch das Stadtgebiet verläuft die Bahnstrecke Olsztyn–Ełk (deutsch Allenstein–Lyck). Der Standort der Kirche befindet sich in der südlichen Stadtmitte an der ulica Marii Konopnickiej.

## Kirchengebäude
Das heutige Kirchengebäude in Biała Piska ist ein Ersatzbau für ein älteres Holzgebäude, das abgerissen werden musste. Es entstand in den Jahren 1756 bis 1763 als – heute verputzter – Feldsteinbau. Der Kirchturm, für den Karl Friedrich Schinkel den Entwurf anfertigte, wurde erst im Jahr 1832 der Kirche vorgesetzt.
Der Kircheninnenraum hat im Mittelschiff ein hölzernes Tonnengewölbe, während sich über den Seitenemporen flache Decken befinden. Altar und Kanzel entstanden um 1630. Sie wurden 1765 zum Kanzelaltar vereinigt.
Die Orgel von 1765 erhielt 1819 eine grundlegende Überholung. Drei Glocken bildeten das Geläut der Kirche.
Bis 1945 war die Kirche evangelisches Gotteshaus. Nach 1945 wurde sie von der römisch-katholischen Kirche vereinnahmt, und die alte Innenausstattung ging bis auf ein Kruzifix verloren. Im Innern erfolgte eine Neugestaltung entsprechend den veränderten liturgischen Bedingungen. Sie wurde dem Hl. Andreas Bobola gewidmet. Eine Renovierung der Außenfassade erfolgte im Jahr 2006.

## Kirchengemeinde

### Evangelisch

#### Kirchengeschichte

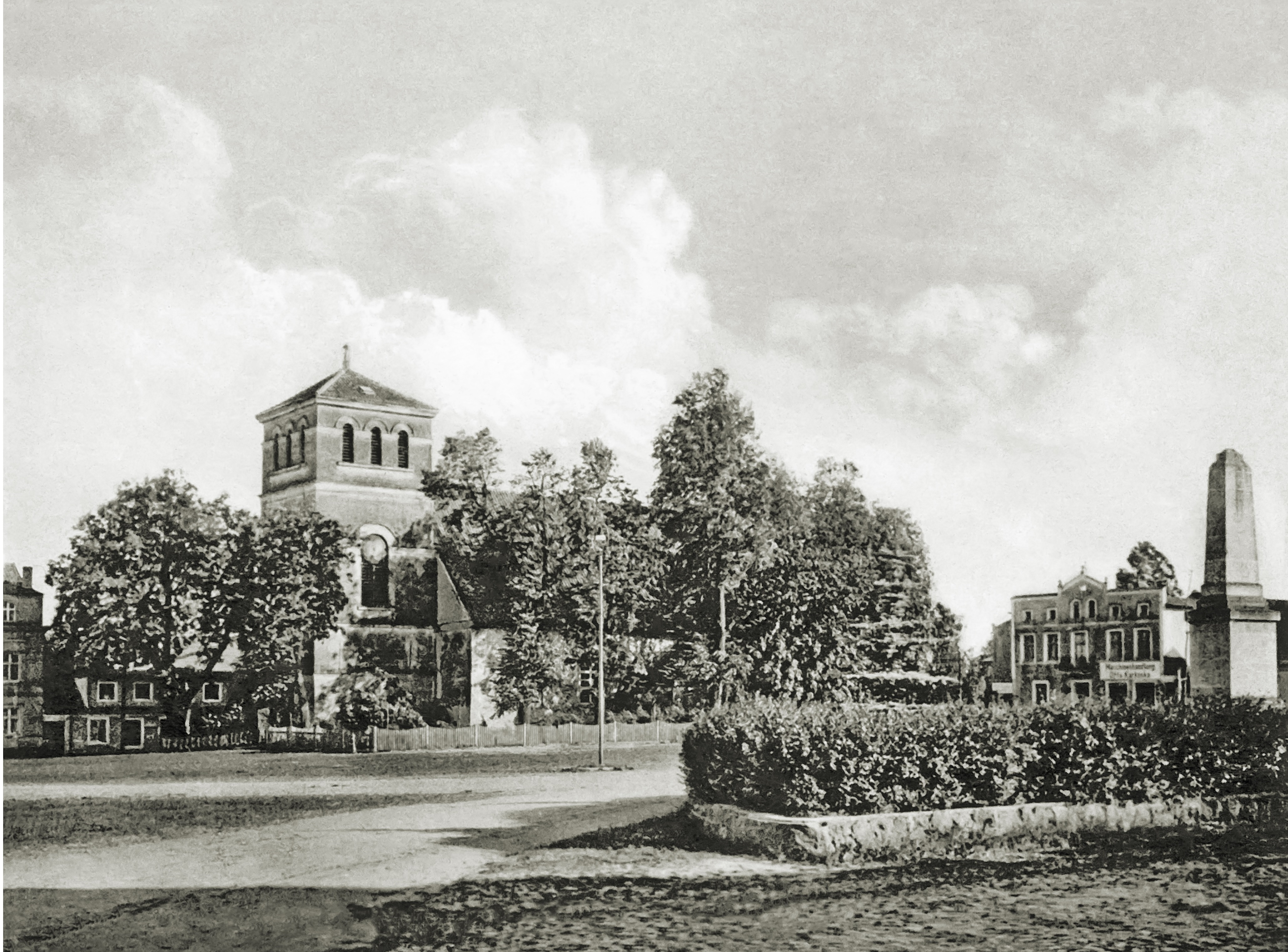
Historisches Bild der Kirche Bialla/Gehlenburg

Eine Kirche bestand in Bialla bereits in vorreformatorischer Zeit. Sie wurde 1428 genannt. Die lutherische Lehre setzte sich hier bald nach Einführung der Reformation in Ostpreußen durch. Bereits Ende der 1520er Jahre war hier ein evangelischer Geistlicher im Amt.
Bis 1715 gehörte das Kirchspiel Bialla zur Inspektion Lyck (polnisch Ełk). Später war es bis 1945 Teil des Kirchenkreises Johannisburg in der Kirchenprovinz Ostpreußen der Evangelischen Kirche der Altpreußischen Union. Im Jahr 1925 zählte die Pfarrei 5.911 Gemeindeglieder, die in einem weitflächigen Kirchspiel lebten. Zwei Geistliche („Pfarrer“ und „Diakonus“) gleichzeitig taten hier zeitweise Dienst. Das Kirchenpatronat oblag zuletzt den staatlichen Behörden.
Flucht und Vertreibung der einheimischen Bevölkerung setzten nach 1945 dem evangelischen Gemeindeleben in der jetzt Biała Piska genannten Stadt ein vorläufiges Ende.
Die heute hier wieder lebenden evangelischen Kirchenglieder bilden eine neue Kirchengemeinde, die eine Filialgemeinde der Pfarrei in Pisz (Johannisburg) in der Diözese Masuren der Evangelisch-Augsburgischen Kirche in Polen ist. Sie besitzt ein eigenes Gemeindehaus unweit des Rathauses, das man am 15. Januar 2006 nach dem letzten und hier im Widerstand gegen den Nationalsozialismus lebenden Pfarrer Heinrich Heldt benannt hat.
Eine kleine Kapelle wird als Gottesdienstraum benutzt. Sie wurde im Jahr 2001 aufwändig renoviert, wobei der Fußboden mit Keramikplatten verlegt, eine Decke eingezogen und die Wände mit einem hellen Grün ausgemalt wurden. An eine neue Stromleitung können nun gestiftete Ölradiatoren angeschlossen werden. Der Dachstuhl machte größere Ausbesserungen und neue Dachlatten erforderlich und konnte mit roten Ziegelpfannen gedeckt werden. Am 15. September 2001 fand die feierliche Einweihung statt, an dem auch Pfarrer Paul Pissowotzki (1911-2010) aus Heilbronn teilnahm, der als Vikar 1935 hier seine erste Predigt hielt. Er überreichte der Gemeinde ein von der württembergischen, 1926 in Vietkow (Kreis Stolp) geborenen Künstlerin Ingrid Seddig geschaffenes 52 cm hohes Kruzifix aus Bronze und zwei Leuchter für den Altar, außerdem einen silbernen Abendmahlskelch sowie einen Oblatenteller mit dazugehöriger Aufbewahrungsdose. Der Freundeskreis Rosch spendete einen schmiedeeisernen Leuchter.

#### Kirchspielorte (bis 1945)
Zum Kirchspiel Bialla (ab 1938 Kirchspiel Gehlenburg) gehörten neben der Stadt die Orte:
| Name           | Änderungsname 1938 bis 1945 | Polnische Name  |  | Name         | Änderungsname 1938 bis 1945 | Polnischer Name |
| -------------- | --------------------------- | --------------- |  | ------------ | --------------------------- | --------------- |
| *Belzonzen     | Großdorf                    | Bełcząc         |  | *Kosuchen    | Kölmerfelde                 | Kożuchy         |
| *Czyborren     | Steinen                     | Cibory          |  | *Krussewen   | Erztal                      | Kruszewo        |
| Dannowen       | Siegenau                    | Danowo          |  | *Lissen      | Dünen                       | Lisy            |
| Gentken        |                             | Giętkie         |  | Oblewen      | Kolbitzbruch                | Oblewo          |
| Groß Brzosken  | (ab 1932) Birkenberg        | Brzózki Wielkie |  | *Orlowen     | Siegmunden                  | Orłowo          |
| *Kallischken   | Flockau                     | Kaliszki        |  | *Pawlozinnen | Paulshagen                  | Pawłocin        |
| Klein Brzosken | (ab 1930) Birkental         | Brzózki Małe    |  | Rollken      |                             | Rolki           |
| Kommorowen     | Ebhardtshof                 | Komorowo        |  | *Schwiddern  |                             | Świdry          |
| Konopken       | Mühlengrund                 | Konopki         |  | *Skodden     | Schoden                     | Szkody          |

#### Pfarrer (bis 1945)
Als evangelische Geistliche amtierten an der Kirche Bialla (Gehlenburg) die Pfarrer:
- Georg Landmesser, bis 1531
- Jacob Pohl, 1539
- Laurentius Diskordia, 1552–1553
- Johann Lapkowski, 1553–1563
- Matthias Zäobelius, 1563–1567
- Johann Lapkowski, 1567–1576
- Albertus Oblanski, 1579
- Michael Niedswieczky, 1586
- Hieronymus Maletius d. Ä., 1588–1620
- Hieronymus Maletius d. J., 1621–1662
- Jan Falentzki, 1630
- NN., 1656–1688
- Albert Hoffmann, 1656–1658
- Hieronymus Rostock, 1661–1692
- Martin Maletius, 1662–1671
- Bernhard Drigalski, 1675–1710
- Jacob Bannasch, 1693–1725
- David Gottfried Hoffmann, 1711–1746
- Christoph Meyer, 1726–1730
- Johann Bannasch, 1730–1732
- David Borowius, 1734–1764
- Ephraim Ebel, 1747–1757
- Michael Groß, 1755–1757
- Johann Christoph Surminski, 1757–1773
- Johann Klinger, 1765–1795
- Melchior Jacob Kempen, 1773–1803
- Johann Christ. Dziobeck, 1796–1810
- Johann Bernhard Rabe, 1803–1824
- Karl Heinrich Bregorovius, 1811–1814
- August Friedrich Thim. Czygan, 1814–1820
- Gottfried Schulz, 1820–1825
- Theophil Kendziorra, 1825–1830
- Johann Fr. August Szamborski, 1826–1829
- Carl Gustav Willamowski, 1829–1830
- Friedrich Wilhelm Aug. Henke, 1830–1855
- von Szczepanski, Friedrich Adam L., 1855–1858
- Otto Konrad Wilhelm Kierchner, 1858
- Theodor Christian Czygan, 1859–1896
- Gustav E. Arndt, 1866–1877[8]
- Wilhelm Carl Ludwig Zimmeck, 1878–1894
- Eduard Rudolf Paul, 1894–1905
- Rudolf Carl Rausch, 1897–1916
- Johannes Brehm, 1905–1926
- Werner Lehmbruch, 1921–1926
- Walter Horn, 1926–1928
- Ernst Link, 1927–1929
- Karl Heinrich Heldt, 1929–1945

#### Kirchenbücher
Von den Kirchenbuchunterlagen der Pfarre Bialla/Gehlenburg haben sich erhalten und werden bei der Deutschen Zentralstelle für Genealogie in Leipzig verwahrt:
- Taufen: 1839 bis 1850
- Trauungen: 1839 bis 1850
- Begräbnisse: 1839 bis 1850.

### Römisch-katholisch

#### Kirchengeschichte
Vor 1945 lebten nur wenige katholische Kirchenglieder in der Region Bialla (Gehlenburg). Sie waren in die Pfarrei in Johannisburg (polnisch Pisz) im Dekanat Masuren II (Sitz: Johannisburg) im damaligen Bistum Ermland eingepfarrt.
In den Nachkriegsjahren siedelten sich in der Stadt Biała Piska und ihrer Umgebung zahlreiche polnische Neubürger an, die fast ausnahmslos katholischer Konfession waren. So entstand hier eine kleine, aber stetig wachsende Gemeinde, die ab 1946 das bisher evangelische Gotteshaus für ihre Nutzung reklamierte. Im Jahr 1962 wurde die „Pfarrei St. Andreas Bobola“ offiziell errichtet. Biała Piska wurde außerdem Sitz eines Dekanats.
Mit ihren beiden Filialkirchen in Kowalewo (Kowalewen, 1938–1945 Richtwalde) und Kożuchy (Kosuchen, 1938–1945 Kölmerfelde) ist die Pfarrei in das Dekanat Biała Piska im Bistum Ełk der Römisch-katholischen Kirche in Polen eingegliedert.

#### Pfarreiorte (ab 1946)
Zur Pfarrei Biała Piska gehören 22 Orte:
| Name            | Deutscher Name (mit Änderungsname 1938 bis 1945) |  | Name         | Deutscher Name (mit Änderungsname 1938 bis 1945) |
| --------------- | ------------------------------------------------ |  | ------------ | ------------------------------------------------ |
| Bełcząc         | Belzonzen (Großdorf)                             |  | Kożuchy Małe |                                                  |
| Biała Piska     | Bialla (Gehlenburg)                              |  | Kózki        | Kosken                                           |
| Cibory          | Czyborren (Steinen)                              |  | Kruszewo     | Krussewen (Erztal)                               |
| Danowo          | Dannowen (Siegenau)                              |  | Lisy         | Lissen (Dünen)                                   |
| Giętkie         | Gentken                                          |  | Oblewo       | Oblewen (Kolbitzbruch)                           |
| Kaliszki        | Kallischken (Flockau)                            |  | Orłowo       | Orlowen (Siegmunden)                             |
| Kolonia Kawałek |                                                  |  | Pawłocin     | Pawlozinnen (Paulshagen)                         |
| Komorowo        | Kommorowen (Ebhardtshof)                         |  | Radysy       | Radishöh                                         |
| Konopki         | Konopken (Mühlengrund)                           |  | Rolki        | Rollken                                          |
| Kowalewo        | Kowalewen (Richtwalde)                           |  | Szkody       | Skodden (Schoden)                                |
| Kożuchy         | Kosuchen (Kölmerfelde)                           |  | Zabielne     | Sabielnen (Freundlingen)                         |

#### Pfarrer (ab 1946)
Seit 1946 taten an der St.-Andreas-Bobola-Kirche in Biała Piska als katholische Geistliche ihren Dienst als Pfarrer:
| - Władysław Dadas, 1946–1954 - Tadeusz Świrtun, 1954–1960 - Edward Żemełka, 1960–1966 - Daniel Romanowski, 1966–1970 - Stefan Nyc, 1970–1991 - Marian Szewczyk, 1991–2007 - Klemens Litwin, 2007–2012 - Piotr Butrymowicz, seit 2012 |

#### Kirchenbücher
Die Kirchenbücher werden ab 1947 geführt.